# Piccole suore dei poveri di Maiquetía
Le Piccole Suore dei Poveri di Maiquetía (in spagnolo Hermanitas de los Pobres de Maiquetía) sono un istituto religioso femminile di diritto pontificio: le suore di questa congregazione pospongono al loro nome la sigla H.P.M.

## Storia
La congregazione fu fondata il 25 settembre 1889 a Maiquetía, in arcidiocesi di Caracas, dal parroco Santiago Florencio Machado Oyarzabal insieme con María Emilia Chapellín Istúriz.
Il numero delle religiose crebbe fino a verso il 1910 quando, in seguito a una forte crisi interna, numerose suore lasciarono la congregazione e iniziarono quella delle Suore dei Poveri di San Pietro Claver.
L'istituto ricevette il pontificio decreto di lode il 27 aprile 1902; il 18 febbraio 1941 giunse l'approvazione definitiva delle costituzioni.

## Attività e diffusione
Le suore si dedicano all'istruzione e all'educazione cristiana della gioventù e all'assistenza ad anziani e ammalati.
Oltre che in Venezuela, sono presenti in Colombia, Cile e Spagna; la sede generalizia è a Caracas.
Alla fine del 2008 la congregazione contava 178 religiose in 35 case.